# Phoma ammophilae
Phoma ammophilae är en lavart som beskrevs av Durieu & Mont. 1849. Phoma ammophilae ingår i släktet Phoma, ordningen Pleosporales, klassen Dothideomycetes, divisionen sporsäcksvampar och riket svampar.   Inga underarter finns listade i Catalogue of Life.